# 粟屋就貞
粟屋 就貞（あわや なりさだ）は、戦国時代の武将。毛利氏の家臣。

## 生涯
粟屋元貞の子として誕生。毛利元就に仕える。天文12年（1543年）8月28日、元就の加冠を受けて元服し、就の偏諱から就貞という名を与えられた。永禄2年（1559年）12月29日には毛利隆元から四郎右衛門尉の官途名を与えられている。また、父・元貞の給分についての手違いを毛利隆元へ申し出て、就貞の言い分が通り、加恩されて5貫目を与えられた。
没年は不詳であるが、井上就重を使者として元就から就貞の父・元貞に送られた書状では、就貞が戦死したことが記されている。